# Овізм
Овізм (від лат. Ovum — яйце) — система поглядів біологів XVII–XVIII століть (Шарль Бонне, Антоніо Валліснері та ін.), які помилково вважали, що дорослий організм попередньо утворений у жіночій статевій клітині — яйці. Погляди овістів, так само як і погляди  анімалькулістів були двома напрямками преформізму і носили ідеалістичний і метафізичний характер; по суті вони заперечували розвиток.